# Sissonne

Sissonne este o comună în departamentul Aisne din nordul Franței. În 1 ianuarie 2022 avea o populație de 2.061 de locuitori.